# أنتونيو جيرمان
أنتونيو جيرمان (بالإنجليزية: Antonio German)‏ (26 ديسمبر 1991 في المملكة المتحدة - ) هو لاعب كرة قدم بريطاني في مركز الوسط. لعب مع ستوكبورت كونتي وكوينز بارك رينجرز ونادي برينتفورد ونادي غيلينغهام ويوفل تاون ونادي بروملي ونادي كيرلا بلاستيرز ونادي ألدرشوت تاون ونادي نورثامبتون تاون ونادي ساوثيند يونايتد ونادي بارتيك ثيسل.

## وصلات خارجية
- أنتونيو جيرمان على موقع قاعدة بيانات كرة القدم.إي يو (الإنجليزية)
- أنتونيو جيرمان على موقع ناشيونال فوتبول تيمز (الإنجليزية)
- أنتونيو جيرمان على موقع Soccerbase.com (لاعب) (الإنجليزية)
- أنتونيو جيرمان على موقع Soccerway.com (الإنجليزية)